# Paulo I de Constantinopla
Paulo I de Constantinopla, também chamado de São Paulo, o Confessor, foi um arcebispo de Constantinopla, eleito em 336 ou 340 d.C. Sua festa é comemorada em 7 de junho.

## Vida e obras
Ele era um nativo da Tessalônica, um presbítero de Constantinopla e um secretário do já idoso bispo Alexandre de Constantinopla, seu predecessor na sé episcopal. Assim que Alexandre morreu, os dois lados em disputa (os arianos e os ortodoxos) entraram em conflito aberto. O partido ortodoxo inicialmente prevaleceu, Paulo foi eleito e consagrado por bispos que estavam na capital imperial na Igreja da Paz, perto de onde futuramente estará a Basílica de Santa Sofia.

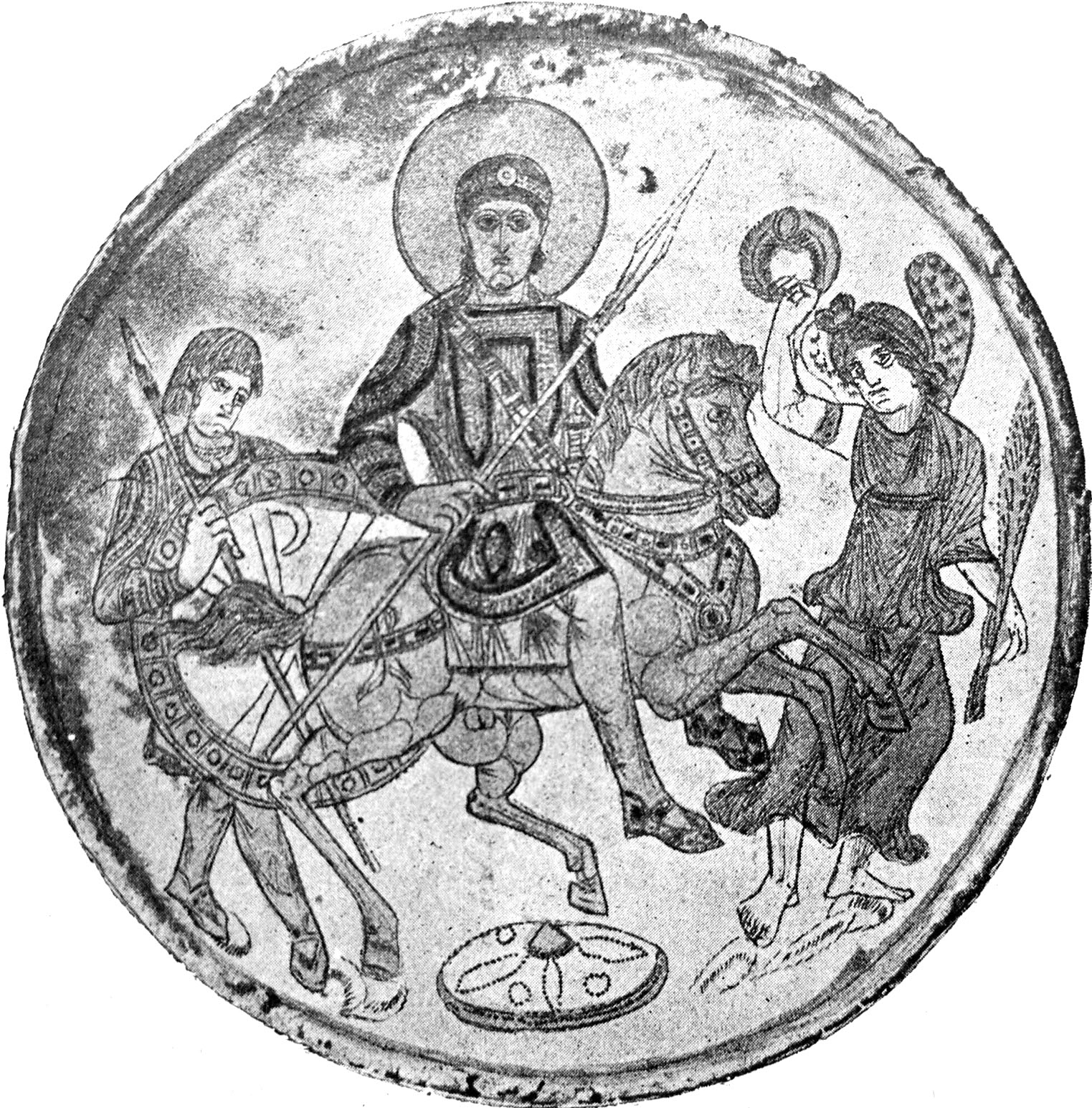
Constâncio II, o imperador ariano adversário de Paulo I.

O imperador Constâncio II tinha estado fora durante estes eventos. Assim que ele chegou, ele ficou furioso por não ter sido consultado. Ele convocou um sínodo de bispos arianos, declarou Paulo incapaz para o episcopado, banindo-o e trazendo Eusébio de Nicomédia para Constantinopla. Acredita-se que isto tenha ocorrido em 338 e Eusébio morreu três anos depois, em 341. Paulo foi logo restaurado pelo povo à sua sé, porém os arianos aproveitaram a situação. Teógnis de Niceia e Teodoro de Heracleia (junto com outros bispos arianos) consagraram Macedônio na igreja de São Paulo. E novamente a cidade estava à beira de uma guerra civil.
O imperador estava em Antioquia quando ele soube dos fatos e ordenou Hermógenes, seu general de cavalaria, que fosse à cidade expulsar novamente Paulo. A população não queria que nada violento fosse feito com seu bispo e correu para a casa onde o general estava hospedado. Ela foi incendiada, Hermógenes foi assassinado e seu cadáver foi arrastado para fora do edifício em chamas e arrastado pela cidade em triunfo.
Constâncio não iria deixar por menos esta rebelião contra sua autoridade. Ele cavalgou a toda velocidade de volta à Constantinopla, determinado a punir a população severamente por sua revolta. Porém, ele encontrou o povo de joelhos, com lágrimas nos olhos e se conteve de cortar metade do suprimento de milho. Porém, ele ordenou que Paulo fosse expulso imediatamente.
Atanásio, Patriarca deposto de Alexandria, estava exilado, assim como Marcelo de Ancira e Asclepas de Gaza. Paulo se juntou a eles e foram todos para Roma buscar o apoio do Papa Júlio I, que examinou o caso com profundidade e confirmou que os três estavam firmes no credo de Niceia. Por isso, os admitiu em comunhão e desposou a causa de defendê-los, escrevendo em tons fortes aos bispos do oriente. Atanásio e Paulo recuperaram assim as suas sés. Porém, os bispos do oriente responderam ao Papa de modo geral se recusando a agir como lhes fora aconselhado por ele.
Constâncio, novamente em Antioquia, e estava mais resoluto do que nunca contra a escolha do povo de Constantinopla. Filipo, prefeito pretoriano do Oriente, estava lá e recebeu ordens de, novamente, expulsar Paulo e recolocar Macedônio como patriarca. Filipo não queria correr o risco de acabar como Hermógenes e nada disse ao chegar sobre uma ordem imperial.
Num esplêndido banho público chamado Zeuxipo, junto de um palácio na costa do Helesponto, Filipo pediu que Paulo fosse encontrá-lo para discutir alguns assuntos públicos. Quando ele chegou, Filipo lhe mostrou a carta do imperador e ordenou que ele fosse secretamente enviado, por dentro do palácio, à costa e colocado num barco para ser levado de volta a Tessalônica, sua terra natal. Filipo permitiu que ele posteriormente visitasse prefeitura da Ilíria e outras províncias romanas mais remotas, mas proibiu que ele pisasse novamente no oriente.
Nos anos finais de sua vida, ele foi levado preso para Singara, na Mesopotâmia, depois para Emesa e finalmente para Cucuso, na Armênia, onde ele morreu.